# Herrarnas höga hopp i simhopp vid olympiska sommarspelen 1976
Herrarnas höga hopp i de olympiska simhoppstävlingarna vid de olympiska sommarspelen 1976 hölls den 26-27 juli i Olympic Pool, Montreal.

## Medaljörer
| Event              | Guld                  | Silver            | Brons                           |
| 10 meter höga hopp | Italien Klaus Dibiasi | USA Greg Louganis | Sovjetunionen Uladzimir Alejnik |

## Resultat
| Placering | Simhoppare                | Kval   | Kval      | Final            |
| Placering | Simhoppare                | Poäng  | Placering | Poäng            |
| --------- | ------------------------- | ------ | --------- | ---------------- |
| 1         | Klaus Dibiasi (ITA)       | 570,54 | 2         | 600,51           |
| 2         | Greg Louganis (USA)       | 583,50 | 1         | 576,99           |
| 3         | Uladzimir Alejnik (URS)   | 526,83 | 6         | 548,61           |
| 4         | Kent Vosler (USA)         | 554,37 | 3         | 544,14           |
| 5         | Patrick Moore (USA)       | 510,75 | 8         | 538,17           |
| 6         | Falk Hoffmann (GDR)       | 513,96 | 7         | 531,60           |
| 7         | Davit Hambardzumjan (URS) | 532,89 | 5         | 516,21           |
| 8         | Carlos Girón (MEX)        | 540,75 | 4         | 513,93           |
| 9         | Sergej Nemtsanov (URS)    | 502,26 | 9         | Gick inte vidare |
| 10        | Dieter Waskow (GDR)       | 497,16 | 10        | Gick inte vidare |
| 11        | Frank Taubert (GDR)       | 494,95 | 11        | Gick inte vidare |
| 12        | Niki Stajković (AUT)      | 486,69 | 12        | Gick inte vidare |
| 13        | Claudio De Miro (ITA)     | 470,43 | 13        | Gick inte vidare |
| 14        | Ken Armstrong (CAN)       | 467,13 | 14        | Gick inte vidare |
| 15        | Donald Wagstaff (AUS)     | 454,25 | 15        | Gick inte vidare |
| 16        | Yoshino Nishide (JPN)     | 450,75 | 16        | Gick inte vidare |
| 17        | Scott Cranham (CAN)       | 439,80 | 17        | Gick inte vidare |
| 18        | Dieter Dörr (FRG)         | 438,96 | 18        | Gick inte vidare |
| 19        | Ricardo Velarde (MEX)     | 438,48 | 19        | Gick inte vidare |
| 20        | Joël Suty (FRA)           | 426,72 | 20        | Gick inte vidare |
| 21        | Milton Machado (BRA)      | 424,68 | 21        | Gick inte vidare |
| 22        | Glen Grout (CAN)          | 419,46 | 22        | Gick inte vidare |
| 23        | Martyn Brown (GBR)        | 413,34 | 23        | Gick inte vidare |
| 24        | Steve Foley (AUS)         | 396,90 | 24        | Gick inte vidare |
| 25        | Nelson Suarez (ECU)       | 396,59 | 25        | Gick inte vidare |
| -         | Michael Worisch (AUT)     | DNS    | -         | Gick inte vidare |
| -         | Norbert Huda (FRG)        | DNS    | -         | Gick inte vidare |
| -         | Franco Cagnotto (ITA)     | DNS    | -         | Gick inte vidare |
| -         | Jamal Al-Ghareeb (KUW)    | DNS    | -         | Gick inte vidare |